# Epitaph Records
Epitaph Records este o casă de discuri americană fondată în anul 1980.